# Лъжливи кобри
Лъжливите кобри (Pseudonaja) са род влечуги от семейство Аспидови (Elapidae).
Таксонът е описан за пръв път от германския зоолог Алберт Гюнтер през 1858 година.

## Видове
- Pseudonaja affinis
- Pseudonaja aspidorhyncha
- Pseudonaja guttata
- Pseudonaja inframacula
- Pseudonaja ingrami
- Pseudonaja mengdeni
- Pseudonaja modesta
- Pseudonaja nuchalis
- Pseudonaja textilis – Източна псевдоная